# Sesto (Italia)
Sesto (en alemán Sexten) es una localidad y comune italiana de la provincia de Bolzano, región de Trentino-Alto Adigio, con 1.937 habitantes.

## Evolución demográfica
| Gráfica de evolución demográfica de Sesto entre 1861 y 2001 |
|                                                             |
| Fuente ISTAT - elaboración gráfica de Wikipedia             |